# Artes marciais
Artes marciais (do latim ars: "técnica", do romano: "deus Marte" - "A técnica de Marte")  ou Wushu  (chinês tradicional: 武術: "arte da guerra"), são práticas físicas e mentais, derivadas de técnicas de guerra, divididas em diferentes graus, com o objetivo de desenvolvimento de seus praticantes para que possam defender-se atacando, ou submeter o adversário mediante diversas técnicas, e também expressar um ideal. A expressão Wushu designa todas as artes guerreiras, militares ou marciais. Técnicas de autodefesa e combate passaram por aperfeiçoamento gradual e foram transmitidas às gerações posteriores.
Na cultura ocidental, o Kung-Fu ficou conhecido como a “arte da guerra”, originando uma confusão com o Wushu, pois na cultura oriental são dois conceitos diferentes: o Kung-Fu faz parte do Wushu. Portanto, é apenas um dos estilos marciais e ensina, entre outras coisas, a importância do esforço individual.
Artes marciais também são sistemas para treinamento de combate corpo a corpo (treinamento militar, policial e de defesa pessoal) geralmente sem o uso de armas de fogo ou de outros dispositivos modernos.
Artes marciais também são praticadas como modalidades de cunho esportivo, chamadas de desportos de combate, onde o objetivo principal são as competições (esportivo-competitivas). Existem diversos estilos, sistemas e escolas de artes marciais. O que diferencia as artes marciais da mera violência física (briga de rua) é a organização de suas técnicas em um sistema coerente de combate, desenvolvimento físico, mental e espiritual.
Muitas destas artes de guerra orientais e ocidentais deram origem a atividades que atualmente são praticadas em todo o mundo, como por exemplo: Wushu; taekwondo; esgrima; arqueirismo (tiro com arco); boxe; savate; judô; karatê; luta olímpica (a luta greco-romana e a luta livre olímpica); ninjutsu; pancracio; muay thai; jiu jitsu; Krav Magá, entre outros.

## Etimologia

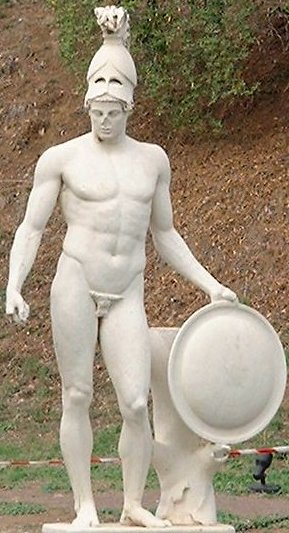
Marte.

O termo "arte marcial" ou "arte da guerra" tem origem ocidental, quando na crença da Roma antiga, acreditava-se que o deus grego-romano da guerra Marte/Ares ensinou as técnicas de luta e combate aos seres humanos, a palavra em português "marcial", deriva da palavra em latim martialis, que deriva do nome de Marte, o deus romano da guerra. Na Roma eram artes militares ensinadas aos homens, de acordo com a legião que atuava no exército do império romano, para o confronto direto ou corpo a corpo.
Atualmente, o termo artes marciais é usado para todos os sistemas de combate de origem oriental e ocidental, com ou sem o uso das tradicionais armas de artes marciais. Mas apesar da mitologia este conceito não surgiu na Grécia ou na Roma, as raízes foram encontradas na Mesopotâmia, quando os povos arianos (da Ásia Central) conquistaram o Mundo Clássico (da Irlanda à Índia, do Egito à Rússia). A técnica guerreira ariana mesclou-se ao ioga hindu (respiração, visualização e, concentração).
O objetivo primário das artes marciais é "defender-se atacando". No Oriente, existem outros termos mais adequados para a definição destas artes, como por exemplo: na China é chamado de wu shu, que significa em português "a arte de dominar a guerra" ou "parar a guerra"; No Japão e chamado de Bujutsu, que significa "técnica marcial".
Por outro lado, as modalidades que têm uma origem mais marcial, como o krav magá, têm como objetivo a defesa pessoal em situações de risco, durante combate corpo a corpo sem regras, muitas vezes com enfoque na formação do caráter do ser humano. Onde no Japão, estas são chamadas de Bu-Dô, que significa "Caminho educacional através das lutas".

## História
Sua origem confunde-se com o desenvolvimento da civilização, quando, logo após o desenvolvimento da onda tecnológica agrícola, alguns começam a acumular riqueza e poder. Com isso, surgiram a cobiça, inveja e seu corolário, a agressão.
A necessidade abriu espaço para a profissionalização da proteção pessoal. Embora a versão mais conhecida da arte marcial, principalmente a história oriental, tenha, como foco principal, Bodhidharma, monge Indiano que, em viagem à China, orientou os monges chineses na prática da ioga e rudimentos da arte marcial indiana, o que resultou posteriormente na criação de um estilo próprio pelos monges de shaolin, é sabido, historicamente, através da tradição oral e escavações arqueológicas, que o kung fu já existia na China há mais de 5 000 anos. Da China, estes conhecimentos se expandiram por quase toda a Ásia.
Japão e Coreia também têm tradição milenar em artes marciais. No Japão, destacam-se o judô, o caratê (com seus estilos, como o shotokan, Kyokushin, bushi-ryu, shito-ryu, shorin-ryu etc.), o jiu-jítsu, o quendô, o aiquidô, etc.
Recentes descobertas arqueológicas também mostram guardas pessoais na Mesopotâmia praticando técnicas de defesa e de imobilização de agressores. Paralelamente, o mundo ocidental desenvolveu outros sistemas, como o savate francês.
Atualmente, pessoas de todo o mundo estudam artes marciais por diferentes motivos: condicionamento físico, defesa pessoal, melhora da coordenação física, lazer, desenvolvimento de autodisciplina, participação em um grupo social e estruturação de uma personalidade sadia, visto que a prática possibilita o extravasamento da tensão, o que harmoniza o indivíduo, focalizando-o em pensamentos positivos. No sistema, o enfoque na respiração proporciona benefícios físicos e psicológicos, como diminuição do cansaço, potencialização dos movimentos, aumento da autoconsciência e tranquilização.
As artes marciais apresentam uma enorme variedade de golpes. O combate no solo emprega principalmente contra o oponente técnicas de: quedas, chaves, torção, estrangulamentos e imobilizações. Dependendo do estilo, também podem envolver socos, chutes, joelhadas, cotoveladas e golpes com a cabeça, que são, em geral, aplicados nas técnicas de combate em pé. O termo da língua inglesa ground and pound (em português, pode ser: "socar", "triturar", "encurralar") designa os golpes traumáticos desferidos contra o oponente dominado no solo.

## Kata
Kata (型 ou 形, forma) é um conjunto de movimentos que simula o ataque e a defesa de uma situação real em uma luta imaginária, está presente em diversas artes marciais japonesas. Podem ser realizados individualmente ou em conjunto.

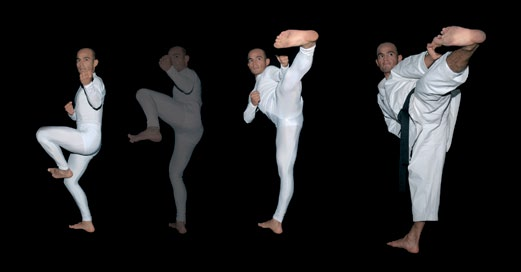
EVD 184, um kata do caratê

Cada movimento tem sua interpretação, devendo ser respeitado seu tempo e aplicação. O objetivo do kata é ajudar no desenvolvimento das aptidões psicológicas e físicas necessárias para o verdadeiro combate, controla o espaço entre si e seu adversário. Os kata, quando foram desenvolvidos, tiverem como modelo principal os movimentos que certos mestres tiveram que usar em situações reais de perigos contra dois ou mais adversários.

## Sistemas de classificação das artes

### Oriente
No Oriente a arte marcial é integrada a um sistema de filosofia, com desenvolvimento físico e espiritual, contribuindo na formação do caráter, criando uma consciência sobre a proteção e o uso na defesa de quem não tem o mesmo preparo.
Entre os estilos orientais de luta, podemos citar: Kombatan; Pencak silat; Muay Lao; Naban; Thaing; Malla khra; Viet vo dao; Vovinam; Bando.

#### Na China
As artes de luta chinesas se dividem em dois grupos:
Shu: representam os estilos mais recentes e modernos, muito destes adaptados à competição;
Shi: representam os estilos diversificados, normalmente junção de várias artes marciais. ex: Kung shi.
Exemplos: Bajiquan; Choy gar; Choy lay fut; Hung gar; Lau gar; Lee gar; Louva-a-deus do norte; Mao quan; Mian chuan; Mok gar; Nan quan; Piguaquan; Wing chun; Ying zhao quan; Tai chi chuan; Zui quan; Baguazhang; Hsing-i chuan; I-chuan; Neigong.

#### No Japão

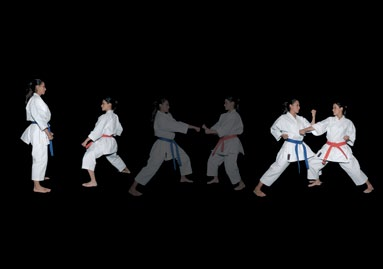
EVD 147 decomposição de autovalores (do inglês: Eigen Value Decomposition), um kata do caratê.

As artes de luta japonesas se dividem em três grupos:
Bugei: sistema é simplório, representam as técnicas de guerrear com o aprendizado voltado ao uso de equipamentos bélicos tradicionais, como: arco e flecha, os diferentes tipos de espadas, lança, alabardas, machados, correntes, característicos da época e região;
Bujutsu: representam todas as modalidades técnicas  milenar para o combate corpo a corpo, definido como as dezoito disciplinas de combate, incluindo equitação e natação. Foi estabelecido após o período Kamakura japonês (1192-1333), após a chegada da classe samurai ao poder, sendo sua prática limitada a membros da elite guerreira, cabendo o domínio total das técnicas somente a uma pessoa, o fundador do estilo. Ex. Budo Taijutsu, Kenjutsu, Iaijutsu, Ninjutsu;
Budō: é a evolução do bujutsu, juntamente com o bugei. Contudo, o budô foi dividido em duas linhas de evolução: a linha esportiva competitiva e a linha de estudo da técnica marcial, sem o propósito de guerra, evolução característica da arte marcial e outras desde a antiguidade. Ex: caratê, quempô, judô, aiquidô, quendô, quiudô, etc.
Exemplos: Aikidō; Jōdō; Judō; Jukendō; Iaidō; Karate-dō; Kenpō Kai; Kendō; Kyūdō; Naginata-dō; Shōrinji kenpō; Battōjutsu; Hojōjutsu; Iaijutsu; Jōjutsu; Jujutsu; Juttejutsu; Kenjutsu; Kenpō; Kyujutsu; Naguinatajutsu; Ninjutsu; Shurikenjutsu; Sōjutsu.

#### Na Tailândia
Exemplos: Krabi krabong; Lerdrit; Muay boran; Muay thai; Silat pattani.

#### Na Índia
Exemplos: Gatka; Kabaddi; Kalari payattu; Malla khra; Malla yuddha; Mushti yuddha; Pehlwani; Silambam; Vajra mushti.

#### Na Coreia
Exemplo: Geon gon kwan; Gongkwon yusul; Haidong gumdo; Hankido; Hankumdo; Hapkido; Hoi jeon moo sool; Hwa rang do; Kuk sool won; Sipalki; Soo bahk do; Ssireum; Subak; Taekkyeon; Taekwondo; Tangsudo.

#### Em Israel
Exemplo: Abir Judith; Krav magá; KAPAP.

#### Na Rússia
Exemplo: Sambo; Systema.

### No Ocidente

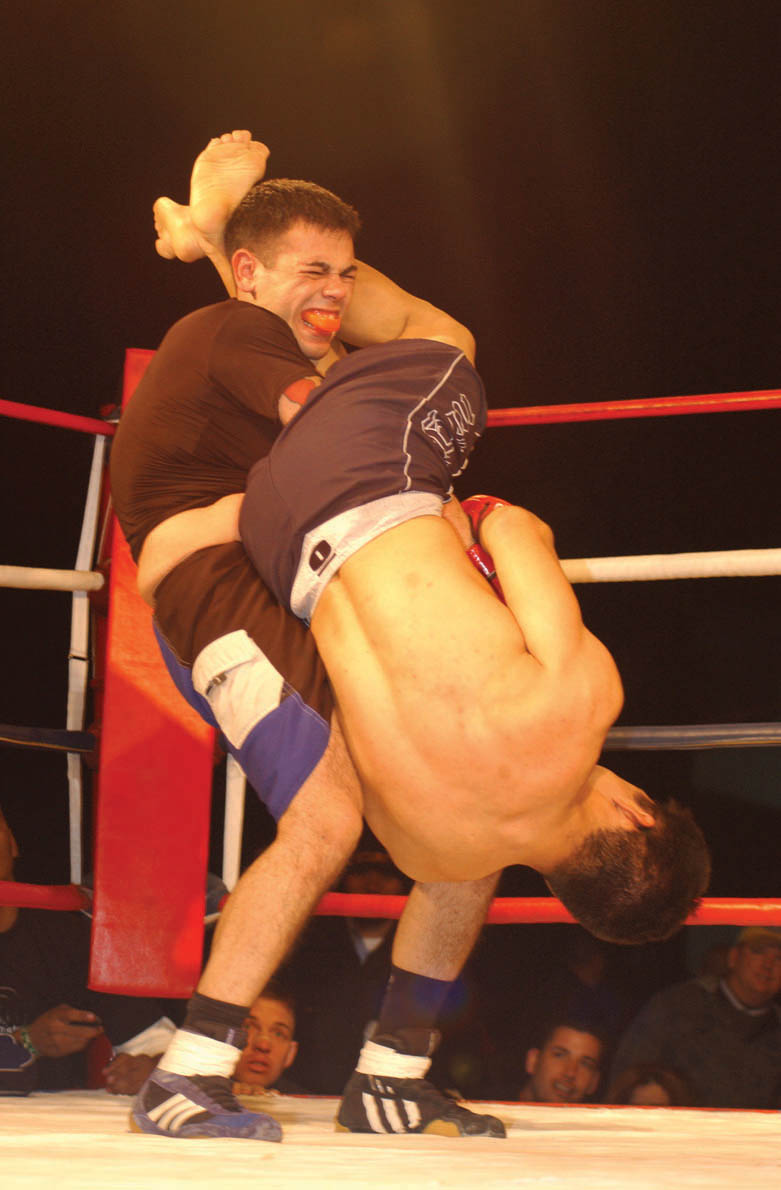
Artes marciais mistas.

No período moderno, diversas práticas marciais ficaram vinculadas unicamente à luta e à defesa pessoal, situação muito distinta do Oriente, que as integra a um sistema filosófico. Mas a Europa também mantinha uma tradição filosófica de unir a arte marcial às ciências, desde o período greco-romano, passando pelos nobres europeus na Idade Média e cientistas no renascimento, todos aplicavam o método científico em suas práticas (ver: Artes marciais históricas europeias).
Entre os estilos ocidentais de luta, podemos citar: Galhofa; Esgrima crioula; Kalenda; Full contact; Jeet kune do; Jiu-jitsu brasileiro; Jogo do pau; Keysi; Luta greco-romana; Sambo; Combate corpo a corpo estilo Fagundes, e; etc.

#### Na Grécia
Exemplos: Pále; Pancrácio; luta greco-romana.
O pancrácio (pankration), uma arte greco-romano que originou diversos sistemas de combates com mãos, e armas de vários tamanhos, na Europa: Abrazzare; Boxe; Catch-as-catch-can; Kampfringen; Glíma; Gouren, e; Savate.

#### Nos Estados Unidos
Exemplos: Chun kuk do; Hawaii kenpo; Jeet kune do; Kajukenbo; Kickboxing americano; Kickboxing bando.

#### No Brasil
Exemplos: Aipenkuit; Capoeira; Huka-huka; Idjassú; Jiu-jítsu brasileiro; Luta livre brasileira; Karate Machida; Luta marajoara; Maculelê; RáRá; Seiwakai; Combate corpo a corpo estilo Fagundes 

#### Na Grã-Bretanha
Exemplos: Bartitsu; Boxe com as mãos nuas; Catch wrestling; Collar-and-elbow; Defendu; Wrestling da Cornualha.

#### No Peru
Exemplos: Rumi maki e Vacón.

## Golpes
Alguns golpes usados por diversos estilos de artes marciais:
| - Chave de braço - Chave de perna - Chute - Chute circular - Golpes de capoeira - Grappling imobilizações | - O-soto-gari - Palma de ferro - Powerbomb - Slam - Soco de uma polegada (de Bruce Lee) | - Socos do caratê - Superkick - Técnicas de mão do caratê - Triângulo - Projeções do Judô e do Sambo - Tsuki waza |